# Waleed Al-Husseini
Waleed Al-Husseini là một nhà văn, nhà văn, nhà văn và blogger người Palestine.
Vào tháng 10 năm 2010, chính quyền Palestine đã bắt giữ anh ta vì bị cáo buộc phỉ báng chống lại Hồi giáo trên Facebook và trong các bài đăng trên blog; vụ bắt giữ của ông thu hút sự chú ý của quốc tế. Sau đó ông trốn sang Pháp, nơi ông đã xin tị nạn thành công.
Năm 2013, ông thành lập Hội đồng người Hồi giáo của Pháp, và vào năm 2015 ông đã viết cuốn sách đầu tiên của mình, Blasphémateur!: les prisons d'Allah về kinh nghiệm của mình.

## Bibliography
- Blasphémateur !: les prisons d'Allah, 2015, Grasset (ISBN 978-2-246-85461-6)
  - English translation: Al-Husseini, Waleed (2017). The Blasphemer: The Price I Paid for Rejecting Islam. New York City: Skyhorse Publishing. ISBN 9781628726756.
- Une trahison française: Les collaborationnistes de l'islam radical devoilés ("A French Treason: The Collaborators of Radical Islam Unveiled"), 2017, Éditions Ring ISBN 979-1091447577